# Logfia minima
 Logfia minima   Dumort., 1827 è una specie di pianta angiosperma dicotiledone della famiglia delle Asteraceae (sottofamiglia Asteroideae).

## Etimologia
Il nome del genere è un anagramma del genere Filago.. L'epiteto specifico (minima) indica una pianta con piccole dimensioni.
Il nome scientifico della specie è stato definito dal botanico Barthélemy Charles Joseph Dumortier (1797-1878) nella pubblicazione " Florula belgica, opera majoris prodromus, auctore ..." ( Fl. Belg. (Dumortier) 68) del 1827.

## Descrizione

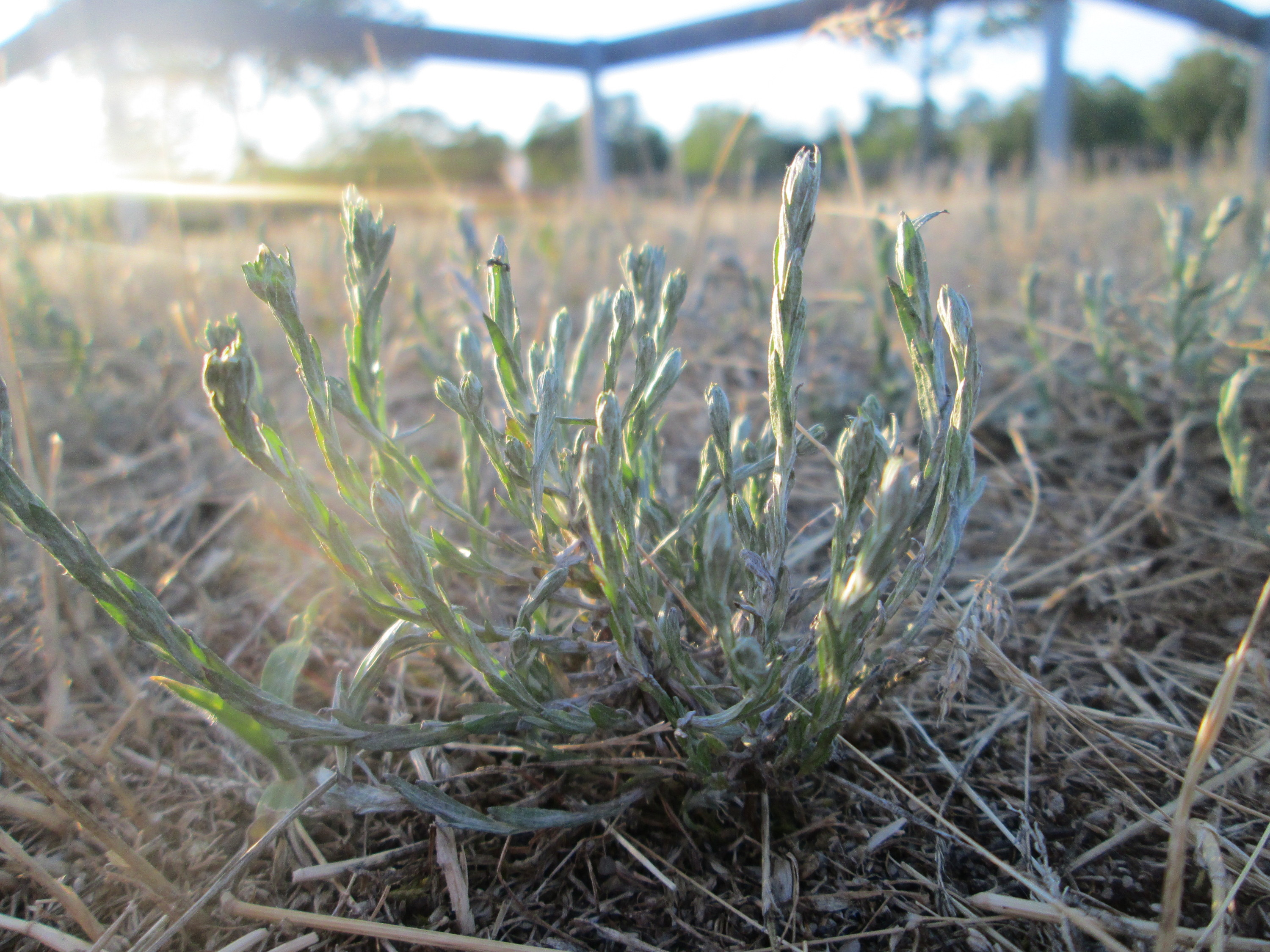
Il portamento

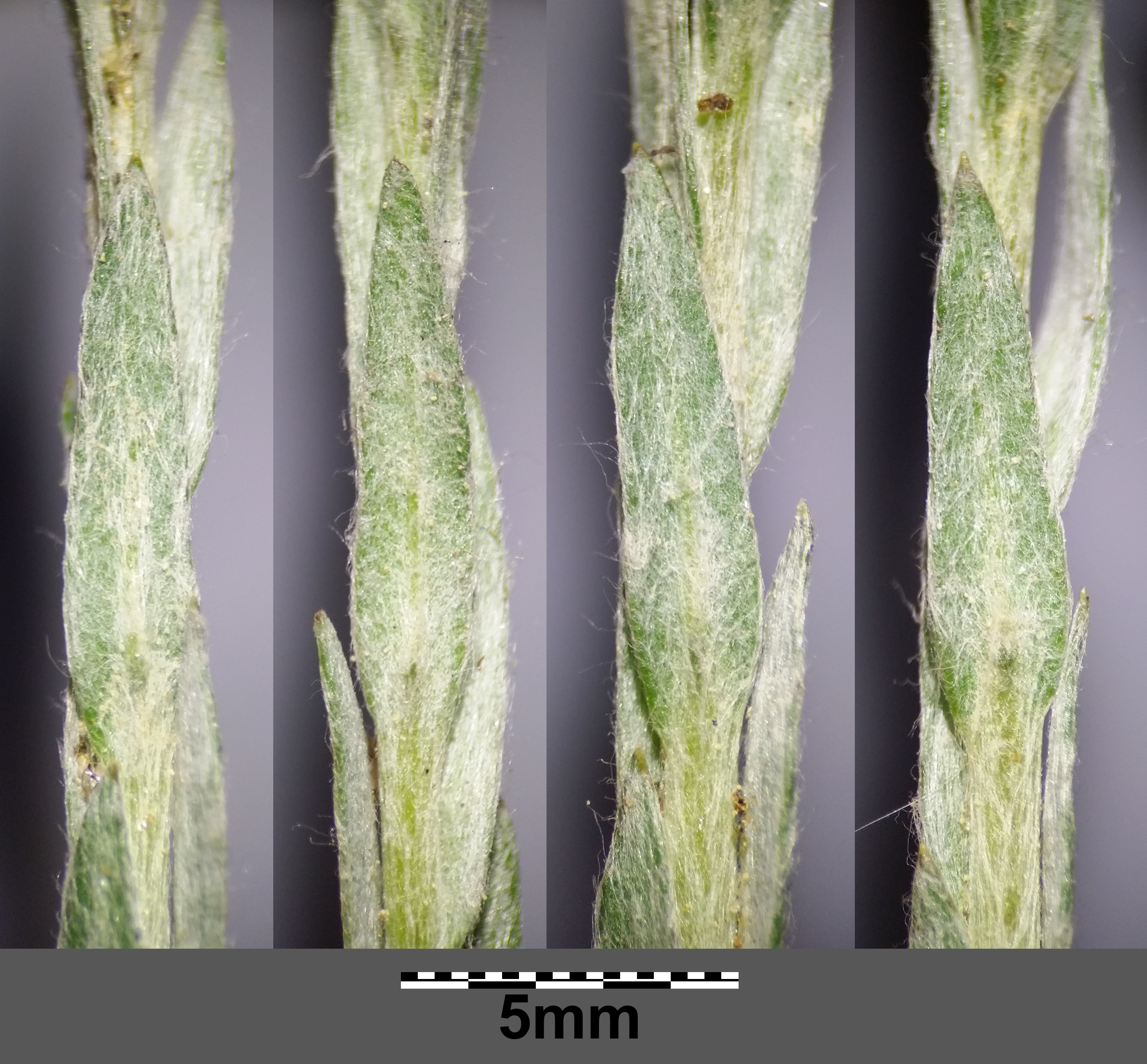
Le foglie

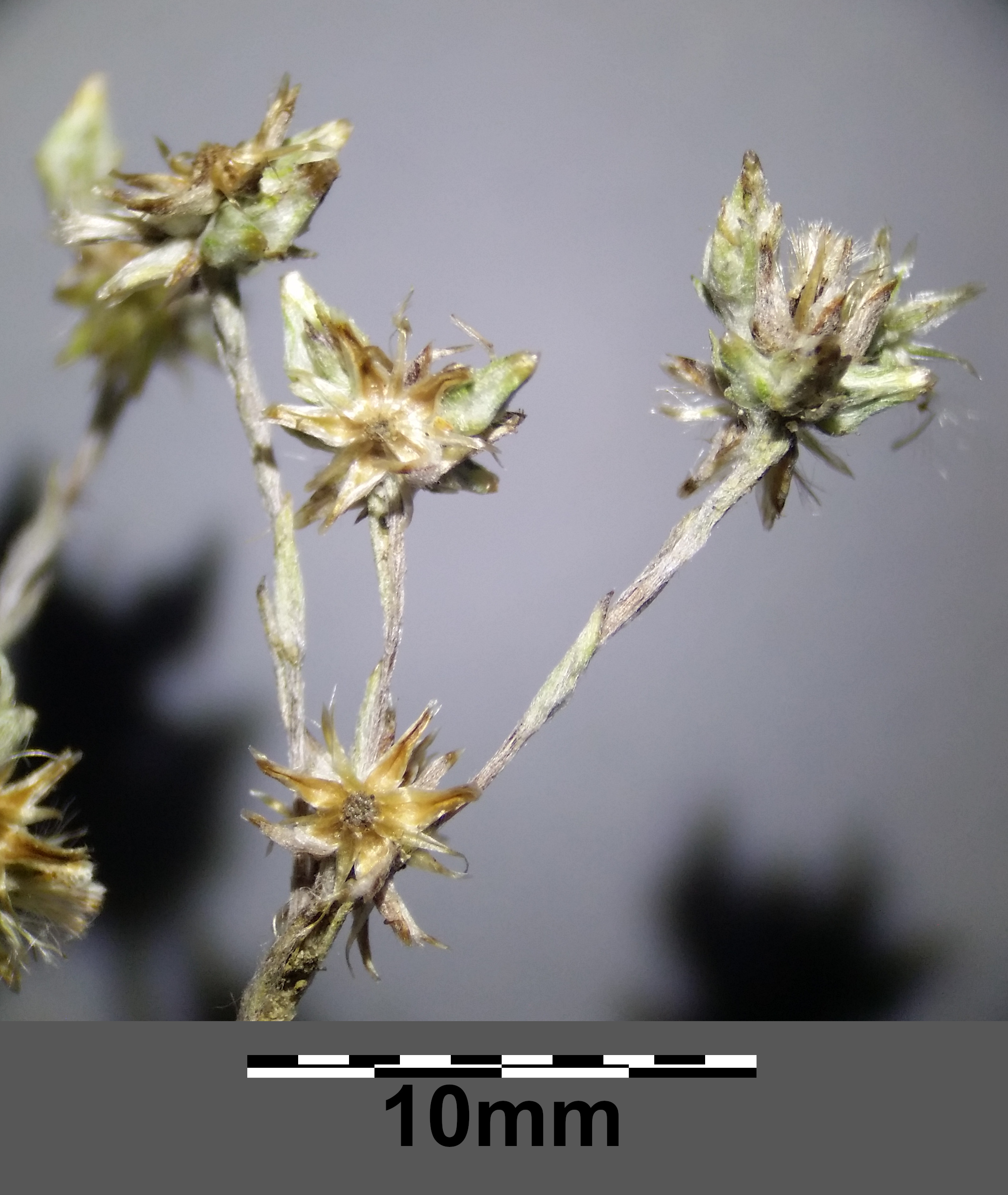
Infiorescenza

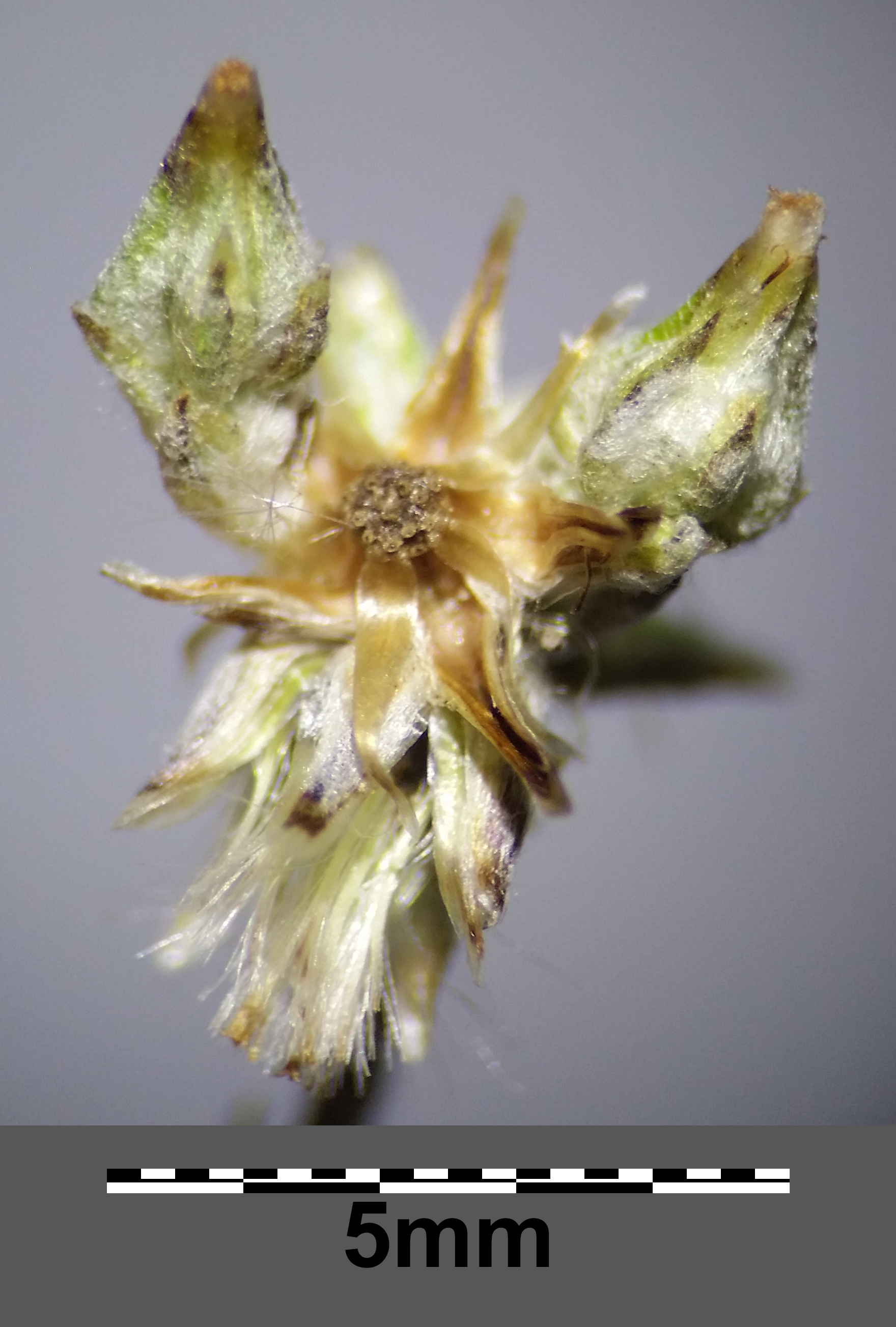
I fiori

Portamento. La specie di questa voce ha un habitus di tipo erbaceo annuale. La forma biologica è terofita scaposa (T scap), ossia sono piante erbacee che differiscono dalle altre forme biologiche poiché, essendo annuali, superano la stagione avversa sotto forma di seme, e sono munite di asse fiorale eretto e con poche foglie. Una delle caratteristiche più particolari di questa specie sono le infiorescenze in quanto una generazione dei capolini sembra elevarsi sopra il grappolo precedente che l'ha generato. Inoltre l'habitus della pianta è cespitoso (diversi fusti crescono dalla base verso l'alto). Queste piante sono considerate monoiche in quanto i capolini contengono fiori femminili esternamente e fiori ermafroditi (e quindi anche maschili) centralmente. I cauli di queste piante sono provvisti del floema, ma non di canali resiniferi; mentre i sesquiterpeni lattoni sono normalmente assenti (piante senza lattice).
Radici. Le radici sono secondarie da fittone.
Fusto. Altezza media: 2,5 – 15 cm.
- Parte ipogea: la parte sotterranea è fittonante.
- Parte epigea: la parte aerea del fusto è ramosa nella parte apicale. Le ramificazioni sono dicotomo-corimbose[13]. Il portamento è ascendente o a volte prostrato.

Foglie. Le foglie sono soprattutto caulinari; sono disposte in modo alterno e addensate in modo continuo lungo il caule. La forma è intera, lesiniforme con pelosità appressata. Il colore è grigiastro. Dimensione delle foglie: lunghezza 7 – 10 mm; larghezza 1 - 1,5 mm.
Infiorescenza. Le sinflorescenze sono scapose o composte da pochi capolini (3 - 7)  raccolti in glomeruli subsferici e corimbosi. Le infiorescenze vere e proprie sono formate da un capolino terminale sessile di tipo discoide. I capolini, avvolti alla base da filamenti lanosi, sono formati da un involucro, con forme da cilindriche a campanulate, composto da diverse brattee, al cui interno un ricettacolo fa da base ai fiori. Le brattee, da 15 a 20 e a consistenza cartilaginea e colorate di marrone, sono disposte in modo più o meno embricato su 3 - 4 serie e possono essere connate alla base (strati di stereoma indiviso);  talora possono avere un margine ialino; la forma è ottusa sono e sono disposte in modo patente (formano, alla fruttificazione, una stella con 5 angoli acuti); quelle interne sono acuminato-mucronate. Il ricettacolo è nudo ossia senza pagliette a protezione della base dei fiori; la forma normalmente è conica. Dimensione dei capolini: larghezza 1 – 2 mm; lunghezza 3 – 3,5 mm. Dimensione dell'involucro: 3 – 3,5 mm.
Fiori.  I fiori sono tetra-ciclici (formati cioè da 4 verticilli: calice – corolla – androceo – gineceo) e pentameri (calice e corolla formati da 5 elementi). Sono inoltre tubulosi, attinomorfi e si distinguono in:
- fiori del disco esterni (da 8 a 12 senza pappo; da 18 a 30 con pappo): sono femminili, filiformi e sono disposti in modo uniseriato, crescono all'ascella di una squama dell'involucro ed hanno la particolarità che il tubo corollino è inserito all'apice dell'ovario;
- fiori del disco centrali (da 3 a 5 per capolino): sono ermafroditi; le forme sono tubulari;

In questo gruppo di piante i fiori radiati (ligulati o del raggio) sono assenti; a volte sono confusi con i fiori femminili (tubulosi) del disco esterno più o meno sub-zigomorfi con un lembo piatto e possono essere interpretati come fiori del raggio.
- Formula fiorale:

*/x K {\displaystyle \infty }, [C (5), A (5)], G 2 (infero), achenio
- Calice: i sepali del calice sono ridotti ad una coroncina di squame.
- Corolla: la forma della corolla normalmente è tubolare con 5 lobi (raramente 4); i lobi hanno delle forme da lanceolate o deltate a lineari. I fiori sono colorati di giallastro.
- Androceo: l'androceo è formato da 5 stami sorretti da filamenti generalmente liberi; gli stami sono connati e formano un manicotto circondante lo stilo; le teche (produttrici del polline) sono prive di sperone, ma hanno la coda (una sola); le appendici apicali delle antere hanno delle forme piatte; il tessuto endoteciale (rivestimento interno dell'antera) è quasi sempre polarizzato (con due superfici distinte: una verso l'esterno e una verso l'interno). Il polline è di tipo echinato (con punte sporgenti) a forma sferica è formato inoltre da due strati di ectesine, mentre lo strato basale è spesso e regolarmente perforato (tipo “gnafaloide”).[8]
- Gineceo: l'ovario è infero uniloculare formato da 2 carpelli. Lo stilo (il recettore del polline) è intero o biforcato con due stigmi nella parte apicale. Gli stigmi hanno una forma allungata; possono essere ricoperti da minute papille o avere dei penicilli apicali o dorsali. Le superfici stigmatiche sono separate.[8]
- Antesi: da maggio ad agosto.

Frutti. I frutti sono degli acheni con pappo. Gli acheni, dimorfici (i fiori esterni non hanno pappo), sono piccoli a forma oblunga; la superficie può essere ricoperta di piccoli peli doppi a forma clavata; il pericarpo può essere percorso longitudinalmente da alcuni fasci vascolari. Sono provvisti di un pappo ben sviluppato (con 13 - 16 setole) e uniseriato se tali frutti sono generati dai fiori più interni (se sono generati da quelli più periferici sono invece privi di pappo).

## Biologia
Impollinazione: tramite insetti (impollinazione entomogama tramite farfalle diurne e notturne).

Riproduzione: la fecondazione avviene fondamentalmente tramite l'impollinazione dei fiori.

Dispersione: i semi cadono a terra e vengono dispersi soprattutto da insetti come formiche (disseminazione mirmecoria). Un altro tipo di dispersione è zoocoria: gli uncini delle brattee dell'involucro (se presenti) si agganciano ai peli degli animali di passaggio che portano così i semi anche su lunghe distanze. Inoltre per merito del pappo il vento può trasportare i semi anche per alcuni chilometri (disseminazione anemocora).

## Distribuzione e habitat

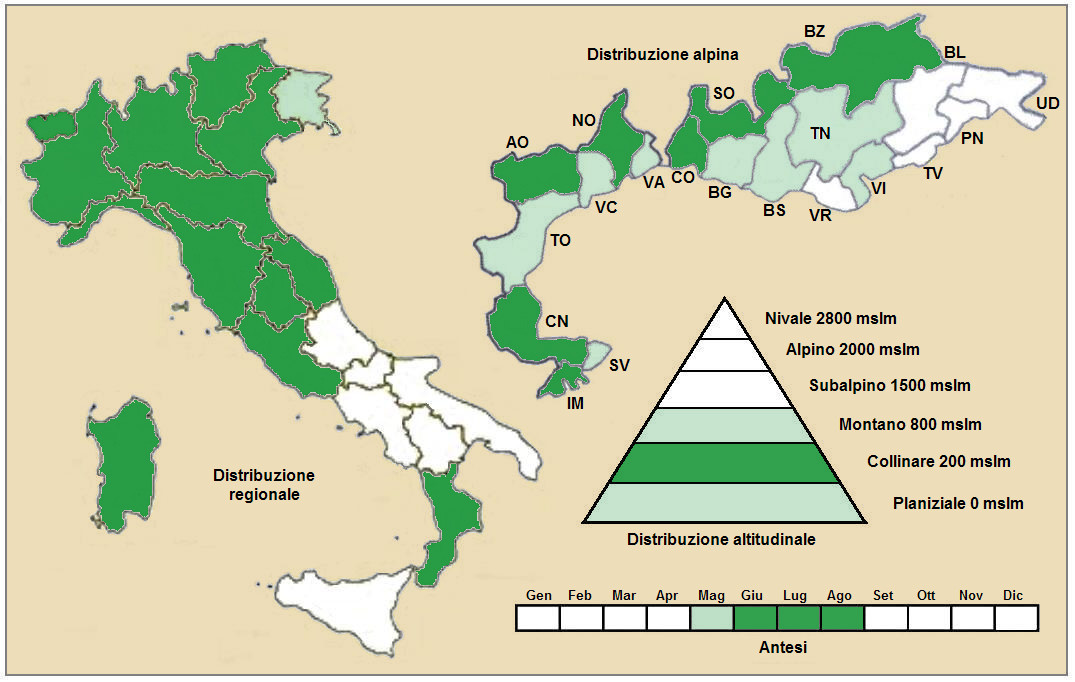
Distribuzione della pianta (Distribuzione regionale – Distribuzione alpina)

Geoelemento: il tipo corologico (area di origine) è Centro-Europeo / Sud-Siberiano, ma anche secondo altri testi Ovest Europeo / Mediterraneo..
Distribuzione:  in Italia questa pianta è rara e si trova al nord e al centro; ma anche in Calabria e Sardegna. Nelle Alpi è presente sicuramente nelle seguenti province: IM, CN, AO, NO, CO, SO, BZ. Oltreconfine (sempre nelle Alpi) si trova in Francia (dipartimenti di Alpes-de-Haute-Provence, Hautes-Alpes, Alpes-Maritimes, Drôme, Isère, Savoia e Alta Savoia), in Svizzera (cantoni Vallese e Ticino), in Austria (Länder della Stiria e Austria Inferiore). Sugli altri rilievi europei è ovunque presente. Si trova anche in Scandinavia, Isole Britanniche e nel Magreb.
Habitat: l'habitat tipico per queste piante sono i campi (vigne, oliveti e colture in genere), le zone incolte, ambienti ruderali, zone rocciose e i bordi dei sentieri. Il substrato preferito è siliceo (ma anche siliceo-calcareo) con pH acido e medi valori nutrizionali del terreno che deve essere arido.
Distribuzione altitudinale: sui rilievi alpini queste piante si possono trovare da 200 fino a 1.300 m s.l.m.; frequentano quindi i seguenti piani vegetazionali: collinare e montano.

### Fitosociologia

#### Areale alpino
Dal punto di vista fitosociologico alpino la specie di questa voce appartiene alla seguente comunità vegetale:
Formazione: delle comunità pioniere a terofite e succulente
Classe: Koelerio-Corynephoretea
Ordine: Corynephoretalia
Alleanza: Thero-Airion

#### Areale italiano
Per l'areale completo italiano L. minima appartiene alla seguente comunità vegetale:
Macrotipologia: vegetazione delle praterie
Classe: Koelerio glaucae-Corynephoretea canescentis Klika in Klika & V. Novák, 1941
Ordine: Corynephoretalia canescentis Klika, 1934
Alleanza: Corynephorion canescentis Klika, 1931
Descrizione. L'alleanza Corynephorion canescentis è relativa a comunità costituite da specie perenni che si sviluppano su sabbie acide o decarbonatate nelle aree interne. Queste comunità si presentano in modo discontinuo nelle praterie aride, ricche di licheni o dune sabbiose interne di origini fluviale. La distribuzione di questa cenosi si sviluppa dalla Francia, alla Germania fino all'Ucraina, compresa l'Inghilterra orientale. In Italia queste comunità sono rare e si rinvengono al Nord lungo i corsi medi dei fiumi.
Specie presenti nell'associazione: Agrostis capillaris, Corynephorus canescens, Cladonia fogliacea, Cladonia furcata, Cladonia pixidata, Cladonia portentosa, Cetraria aculeata, Rumex acetosella, Thymus serpyllum, Hypochaeris radicata, Jasione montana, Logfia minima, Hieracium pilosella, Spergula morisonii, Teesdalia nudicaulis, Arabidopsis thaliana, Spergula morisonii, Teesdalia nudicaulis e Koeleria glauca.

## Tassonomia
La famiglia di appartenenza di questa voce (Asteraceae o Compositae, nomen conservandum) probabilmente originaria del Sud America, è la più numerosa del mondo vegetale, comprende oltre 23.000 specie distribuite su 1.535 generi, oppure 22.750 specie e 1.530 generi secondo altre fonti (una delle checklist più aggiornata elenca fino a 1.679 generi). La famiglia attualmente (2021) è divisa in 16 sottofamiglie; la sottofamiglia Asteroideae è una di queste e rappresenta l'evoluzione più recente di tutta la famiglia.
Il basionimo per questa specie è: Gnaphalium minimum Sm., 1800

### Filogenesi
Il genere di questa voce è descritto nella tribù Gnaphalieae, una delle 21 tribù della sottofamiglia Asteroideae. La sottotribù Gnaphaliinae è caratterizzata da portamenti di vario tipo con specie ginomonoiche e monoiche, da foglie con margini interi, da capolini disciformi omogami o eterogami e raramente radiati (o subradiati), dallo stilo con rami troncati e superfici stigmatiche separate apicalmente, da acheni glabri o con tricomi allungati e pappo ridotto.
Il genere Logfia appartiene al clade Flag, un gruppo informale monofiletico della sottotribù Gnaphaliinae che occupa una posizione più o meno "basale". In questo gruppo sono presenti specie dioiche (solo fiori femminili o solo fiori maschili) e piante a portamento cusciniforme. I capolini, in formazioni corimbose o spiciformi, possono essere sottesi da foglie bratteali. Il ricettacolo in alcuni casi è squamoso.
Il "Flag clade", da un punto di vista filogenetico, può essere suddiviso in due parti: il "Lucilia-group" basato sui tricomi degli acheni e il resto del clade (in posizione "basale") considerato "gruppo fratello" del primo. Il genere di questa voce appartiene al gruppo "basale" caratterizzato dall'assenza di tricomi.. In particolare nel gruppo "basale" si individua un clade ben definito: il Filago group formato dai seguenti generi: Ancistrocarphus, Bombycilaena, Chamaepus, Cymbolaena, Evacidium, Evax, Filago, Logfia, Micropus, Psilocarphus e Stylocline, alcuni attualmente considerati sinonimi di Filago e inclusi in esso (Cymbolaena, Evacidium, Evax). Il principale carattere morfologico che definisce il gruppo sono le palee ricettacolari che sottendono, e più o meno racchiudono, i fiori femminili.
Logfia si distingue da Filago per i capolini solitari o in piccoli gruppi, per il numero delle brattee involucrali (5), inoltre quelle esterne includono profondamente i fiori femminili, in questi le corolle sono debolmente aderenti al frutto con forme oblunghe.
I caratteri distintivi della specie  L. minima sono:
- le foglie sono lesiniformi con pelosità appressata;
- la dimensione dei capolini è di 3 - 3,5 mm;
- le brattee involucrali, alla fruttificazione, sono poco avvolgenti gli acheni.

Il numero cromosomico di L. minima è: 2n = 28.

### Variabilità
Al sud (in Calabria) le piante di questa specie sono lievemente più grandi e sono state descritte come var. australis Fiori, ma secondo Sandro Pignatti rientrano nel campo della normale variabilità.

### Sinonimi
Sono elencati alcuni sinonimi per questa entità:
- Filago minima (Sm.) Pers.
- Filago minima var. brevifolia  Rouy
- Filago montana var. minima  (Sm.) DC.
- Gnaphalium minimum  Sm.
- Logfia brevifolia  Cass. .
- Oglifa minima  (Sm.) Rchb.f.
- Xerotium minimum  (Sm.) Bluff & Fingerh.
- Filago minima var. supina  (DC.) Rouy
- Filago minor  Bubani
- Filago montana  DC.
- Filago montana var. supina  (DC.) DC.
- Gnaphalium calabrum  Ten.
- Gnaphalium filago  Gueldenst. ex Ledeb.
- Gnaphalium gallicum  Wohll.
- Gnaphalium minimum var. caespitosum  Boenn.
- Gnaphalium minimum var. erectum  Boenn.
- Gnaphalium minimum var. intermedium  Boenn.
- Gnaphalium montanum var. supinum  DC.
- Logfia lanceolata  Cass.